# هوتون، نورفک
هوتون (به انگلیسی: Houghton) یک روستا و محله مدنی در بریتانیا است که در King's Lynn and West Norfolk واقع شده‌است. هوتون ۷٫۶۴ کیلومتر مربع مساحت دارد.